# Tha’er Bawab
Tha’er Fayed Bawab (arab. ثائر فايد البواب, Ṯāʾir Fāyid al-Bawwāb; ur. 1 marca 1985 w Ammanie) – jordański piłkarz pochodzenia libańsko-palestyńskiego grający na pozycji napastnika. Od 2017 jest zawodnikiem klubu Concordia Chiajna.

## Kariera klubowa
Bawab jako dziecko wyemigrował z rodzicami do Hiszpanii. Tam też rozpoczął swoją karierę piłkarską w klubie UE Cornellà. W 2003 podjął treningi w Realu Madryt, a następnie od 2004 do 2006 był członkiem trzeciego zespołu Realu. Z kolei w trakcie sezonu 2006/2007 przeszedł do Barcelony i zaliczył 12 występów oraz zdobył 3 gole na boiskach Segunda División B.
W 2007 Bawab przeszedł do CE L’Hospitalet i grał w nim w sezonie 2007/2008. W sezonie 2008/2009 był zawodnikiem CD Alfaro, a w sezonie 2009/2010 występował w klubie Moratalla CF.
Latem 2010 Bawab przeszedł do rumuńskiej Glorii Bystrzyca. Zadebiutował w niej 24 lipca 2010 w zremisowanym 2:2 wyjazdowym meczu z Politehniką Timiszoara. W Glorii grał w rundzie jesiennej sezonu 2010/2011.
Na początku 2011 Bawab odszedł do Gaz Metan Mediaș. Swój debiut w nim zanotował 6 marca 2011 w meczu z Astrą Ploeszti (0:0). W 2014 odszedł do Universitatea Krajowa, a na początku 2016 został piłkarzem Steauy Bukareszt, a latem 2016 – Umm-Salal SC. W 2017 najpierw trafił do Dinamo Bukareszt, a następnie do Concordii Chiajna.
| Sezon   | Klub                  | Kraj      | Rozgrywki          | Mecze | Bramki |
| ------- | --------------------- | --------- | ------------------ | ----- | ------ |
| 2004/05 | Real Madryt C         | Hiszpania | Tercera División   | 8     | 1      |
| 2005/06 | Real Madryt C         | Hiszpania | Tercera División   | 23    | 9      |
| 2006/07 | FC Barcelona B        | Hiszpania | Segunda División B | 12    | 3      |
| 2007/08 | CE L’Hospitalet       | Hiszpania | Segunda División B | 26    | 2      |
| 2008/09 | CD Alfaro             | Hiszpania | Segunda División B | 14    | 3      |
| 2009/10 | Moratalla CF          | Hiszpania | Segunda División B | 28    | 4      |
| 2010/11 | Gloria Bystrzyca      | Rumunia   | Liga I             | 7     | 0      |
| 2010/11 | Gaz Metan Mediaș      | Rumunia   | Liga I             | 14    | 2      |
| 2011/12 | Gaz Metan Mediaș      | Rumunia   | Liga I             | 28    | 8      |
| 2012/13 | Gaz Metan Mediaș      | Rumunia   | Liga I             | 25    | 10     |
| 2013/14 | Gaz Metan Mediaș      | Rumunia   | Liga I             | 16    | 4      |
| 2014/15 | Universitatea Krajowa | Rumunia   | Liga I             | 25    | 9      |
| 2015/16 | Universitatea Krajowa | Rumunia   | Liga I             | 19    | 3      |
| 2015/16 | Steaua Bukareszt      | Rumunia   | Liga I             | 8     | 1      |
| 2016/17 | Umm-Salal SC          | Katar     | Q-League           | 7     | 2      |
| 2016/17 | Dinamo Bukareszt      | Rumunia   | Liga I             | 12    | 0      |
| 2017/18 | Dinamo Bukareszt      | Rumunia   | Liga I             | 1     | 0      |
| 2017/18 | Concordia Chiajna     | Rumunia   | Liga I             |       |        |

## Kariera reprezentacyjna
W reprezentacji Jordanii Bawab zadebiutował 28 stycznia 2005 w zremisowanym 0:0 towarzyskim meczu z Norwegią. 26 marca 2008 w meczu eliminacji do MŚ 2010 z Turkmenistanem (2:0) strzelił pierwszego gola w kadrze narodowej.